# Inno dei balilla moschettieri
Inno dei balilla moschettieri è un brano musicale composto da Pettinato e musicato da Zangarini nel 1938. Venne adottato come inno ufficiale dai balilla moschettieri dell'Opera nazionale Balilla.
La canzone venne creata nel 1938 come inno ufficiale per il corpo dei balilla moschettieri, ovvero i giovani aderenti all'Opera nazionale Balilla, di età compresa tra i 12 ai 14 anni, che ottenevano pertanto tale qualifica dopo quella di "balilla" e prima di quella di "balilla avanguardista".
Lo spirito che ha portato alla creazione del brano è indubbiamente quello di militarizzazione dello stato e dei suoi esponenti, a partire per l'appunto dai bambini e dai giovani di età scolare definiti in una strofa del regime il baldo fior. La divisa era corredata da una medaglia col profilo di Mussolini al quale i giovani dicono nel testo di volersi votare integralmente (Duce, dei tuoi balilla / alta la fede squilla! / Più dolce nome / del tuo non c'è! / Duce! Duce! Per te!). Ancora una volta vi è il riferimento alla storica figura del giovane Balilla di Genova che col suo sasso diede inizio alla rivolta contro gli austriaci, auspicando che i giovani italiani abbiano lo stesso ardore anche sul campo di battaglia se e quando saranno chiamati ad intervenire.